# Willcox
 (décembre 2014).
Willcox est un groupe de rock qui a sévi sur la scène française dans les années 1980. Il était formé à la base par les 3 frères : Peter (guitare), Sammy (basse), Terry (Percussions). Le style était blues rock dans un premier album (Roll of Three en 82), plus hard rock dans le second (Hot Blood en 85). Sam Willcox s'est ensuite essayé à la chanson française au début des années 1990 (La Bise au perdant). Il a tenu la basse pour le groupe Stocks au début des années 2000 et coécrit pour Patricia Kaas dans l'album Sexe fort (2003 Je maudis).
Reformation du band en 2012 (sans Peter cette fois), et depuis 2014, Terry fut remplacé par Camille Greneron. Le nouvel album "Gonna Get Ya" étant disponible, Willcox remonte sur scène bientôt.

## Discographie
- 1983 : Roll Of Three
- 1984 : Hot Blood
- 2015 : Gonna Get Ya